# Ahkiosaaret (ö i Norra Karelen)
Ahkiosaaret är en ö i Finland. Den ligger i sjön Juojärvi och i kommunen Outokumpu i den ekonomiska regionen  Joensuu ekonomiska region  och landskapet Norra Karelen, i den sydöstra delen av landet, 300 km nordost om huvudstaden Helsingfors. Öns area är 26,6 hektar och dess största längd är 1,3 kilometer i öst-västlig riktning.  Notera att namnet antyder att det är fråga om flera öar.